# Wowczyneć (rejon dniestrzański)
Wowczyneć (ukr. Вовчинець) – wieś na Ukrainie, w obwodzie czerniowieckim, w rejonie czerniowieckim, w hromadzie Kielmieńce. W 2001 liczyła 1325 mieszkańców.